# Яна Борисова
Яна Борисова е българска писателка, драматург и сценаристка.

## Биография
Родена е в София на 25 май 1972 г. Завършва история на изкуството. Пише пиеси, романи, разкази и филмови сценарии. Води курсове по творческо писане. Произведенията ѝ са поставяни и четени в цял свят. Най-известните ѝ драматургични текстове са „Малка пиеса за детска стая“, „Приятнострашно“, „Хората от Оз“ и „На живо“ (Награда Аскеер за най-добър моноспектакъл с участието на Александра Сърчаджиева, реж. Димитър Коцев – Шошо), „Място, наречено Другаде“, „С гръб към залеза“, „за любовта…“ и „Нощните рицари“.
Носителка е на четири награди Икар (2008, 2010, 2014, 2023), три награди Аскеер (2010, 2022, 2023), Наградата на независимата критика, Награда за камерна пиеса, наградата Златно перо, наградата Нова европейска драма и др. 
Първият ѝ роман „Чудна лятна нощ“ излиза в края на 2020 г. Освен него авторката издава „Десет пиеси от Яна Борисова“ , „Няколко текста за любовта“, „Морето след теб“, „С гръб към залеза“ и др.
През последните години Яна Борисова създава и музикално-театралните пърформанси „за любовта…“ и „Нощните Рицари“.
Яна Борисова работи като културен мениджър и консултант в множество проекти, представления и арт акции съвместно с артисти в България и Европа.
През 2022 г. Яна Борисова е избрана за Жена на годината.
През 2023 г. Яна Борисова създава Stage Hearts. Това е динамична група независими артисти, които създават съвместно театрални/сценични спектакли и произведения.  Сред основните лица в Stage Hearts са: режисьорът Димитър Коцев – Шошо; драматургът Яна Борисова; продуцентът Катя Костова; композиторът Милен Кукошаров; сценографът Елис Вели; художник грим Ива Денчева; фризьорът Атанас Темнилов; фотографът Миряна Сливенска; операторите Ангел Генков и Magic Snails и журналистът Анатолий Попов.

## Признание и награди
Носителка е на наградите:
- Икар (2008, 2010, 2014,[5] 2023[6])
- Аскеер [7](2008 [8], 2022 [9], 2023 [10])
- Наградата на независимата критика[11]
- Наградата за камерна пиеса[12]
- наградата Златно перо[13]
- наградата Нова европейска драма и др.[14]
- Жена на годината (2022)[15]

## Цитати
| „ | При досега на две тела едното винаги оставя белези върху другото. Или доказателства. Става и с град, и с човек. | “ |